# Tony Kanaan
Antoine Rizkallah Kanaan Filho ou Tony Kanaan (Salvador, 31 de dezembro de 1974) é um automobilista brasileiro, oriundo de uma família libanesa maronita. Sua carreira na base do esporte a motor começou a ganhar destaque com os bons resultados na Europa (Alfa Boxer italiana e Fórmula 3) e com o título de 1997 da Indy Lights. Tony Kanaan venceu as 500 milhas de Indianápolis de 2013 e a temporada de 2004 da IndyCar Series. Tony começou a correr as maiores corridas de resistência do automobilismo americano - como as 24 Horas de Daytona e 12 Horas de Sebring - em 1998, finalmente, consegue um feito poucas vezes realizado de vencer a Indy 500 (2013) e as 24 Horas de Daytona (2014) juntamente com treze pilotos (até o ano de 2016).
Na temporada da IndyCar Series (2004) em que se sagrou campeão Tony completou 3 305 voltas, fazendo do primeiro piloto da IndyCar Series a completar cada volta possível em uma temporada. Ele também liderou 889 voltas em treze corridas distintas para estabelecer um recorde de IndyCar Series. Kanaan é o único piloto a liderar a 500 milhas de Indianápolis em cada um das suas primeiras sete largadas e venceu sua primeira corrida na 12ª tentativa. Isto iguala Kanaan com Sam Hanks por mais tentativas de vencer as 500 milhas de Indianápolis pela primeira vez. Kanaan tem um total de quinze vitórias em corridas automobilísticas até junho de 2015.
Tony durante sua passagem na CART conseguiu uma vitória nas 500 Milhas dos Estados Unidos de 1999 em Michigan International Speedway. É amigo do ex-piloto da IndyCar Series Dario Franchitti e de Dan Wheldon, que faleceu na IZOD IndyCar World Championship de 2011 na Las Vegas Motor Speedway, enquanto Kanaan liderava a corrida. No Troféu Borg-Warner, que caracteriza a semelhança de cada vencedor do Indianapolis 500, os três amigos aparecem na ordem consecutiva da seguinte forma: 500 milhas de Indianápolis de 2010 (Franchitti), 500 milhas de Indianápolis de 2011 (Wheldon), 500 milhas de Indianápolis de 2012 (Franchitti) e 500 milhas de Indianápolis de 2013 (Kanaan). Depois de Franchitti sofrer lesões em um acidente com Takuma Sato e se afastar das competições para a temporada de 2013 da Indycar no Grande Prêmio de Houston em Reliant Park Kanaan assumiu a vaga de Franchitti(que encerrou carreira) da Chip Ganassi Racing DW12-Ilmor- Chevrolet Indy V6 começando na temporada 2014 da Indycar Series, depois de ter sido originalmente contratada para conduzir o Dallara DW12-Ilmor- Chevrolet Indy V6 para Chip Ganassi Racing. Recentemente, Tony Kanaan assinou o contrato para correr na equipe A.J. Foyt Enterprises na próxima temporada.

## Biografia
Começou a carreira no kart, com oito anos de idade. Acumulou cinco títulos de Campeão Paulista e um de Campeão Brasileiro. Foi primeiro lugar numa prova de kart organizada pelo tricampeão mundial de Fórmula 1 Ayrton Senna, que correu junto com os pilotos convidados. Tony Kanaan, aos dezesseis anos de idade, venceu Ayrton, que ficou em segundo lugar no pódio. Ainda hoje Tony guarda a foto dele no topo do pódio com Ayrton Senna em segundo. Após dois anos de sucesso nos campeonatos brasileiros de Fórmula Ford e Fórmula Chevrolet, Tony foi para a Europa, para correr no campeonato europeu de Fórmula Opel. Participou do campeonato italiano de Alfa Boxer, sagrando-se campeão.
A seguir, foi para a Fórmula 3 italiana, conquistando nove pódios. Em 1996, com 21 anos de idade, passou a integrar a equipe Tasman, no Campeonato PPG Firestone de Indy Lights. Em sua primeira temporada, conquistou o vice-campeonato, além de ter sido escolhido como "Rookie of the Year" ("Estreante do Ano"). Em 1997, Tony optou por continuar na mesma categoria, para adquirir maior experiência, e sagrou-se campeão.
Em 1998, foi contratado por Steve Horne, dono da equipe Tasman, para ser o único piloto naquela temporada. Pontuou onze vezes em 19 largadas, conquistou dois pódios, e terminou em 9º lugar no campeonato. Foi o melhor brasileiro da temporada, além de ter conquistado o título de "Rookie of the Year".
Em 1999, Tony conquistou suas primeira vitória na categoria nas 500 milhas dos Estados unidos (US 500) e terminou o campeonato em 11° lugar. Depois de dois anos competindo pela Forsythe Championship Racing (ex-Tasman), em 2000, começou sua terceira temporada na CART, ao volante do Mo Nunn Racing Mercedes-Benz Reynard, de número 55.
O ano de 2000 não foi um dos melhores para o piloto. Sofreu um acidente nos treinos de classificação em Detroit, ficando fora de quatro corridas e terminando o ano na 19ª colocação. Apesar disso, foi o melhor classificado com motores Mercedes ao final da temporada.
Em 2001, pela primeira vez depois de três anos, Tony correu com um companheiro de equipe, o bicampeão do campeonato da CART, Alex Zanardi. Em 2002, ainda pela Mo Nunn Racing, completou uma vitória e quatro poles na CART.
A equipe Andretti Green Racing, da CART, contratou Kanaan para a temporada de 2003 da IndyCar Series. Ganhou na segunda data do calendário, na Phoenix International Raceway, obtendo três segundos lugares e dois adicionais terceiros lugares, que o fizeram terminar a temporada em quarto lugar. Em 2004, o brasileiro conseguiu três vitórias (Phoenix International Raceway, Texas Motor Speedway e Nashville Superspeedway). Com seis segundos lugares e dois terceiros, conquistou o título após a disputa da penúltima data do campeonato. Na temporada seguinte (2005), seu companheiro de equipe, Dan Wheldon, foi vice-campeão em 2004 e atingiu o segundo lugar com vitórias nas pistas da Kansas Speedway e Sears Point Raceway, três segundas colocações e quatro terceiros lugares. Em 2005, Kanaan fez um teste com a equipe British American Racing (BAR) de Fórmula 1.

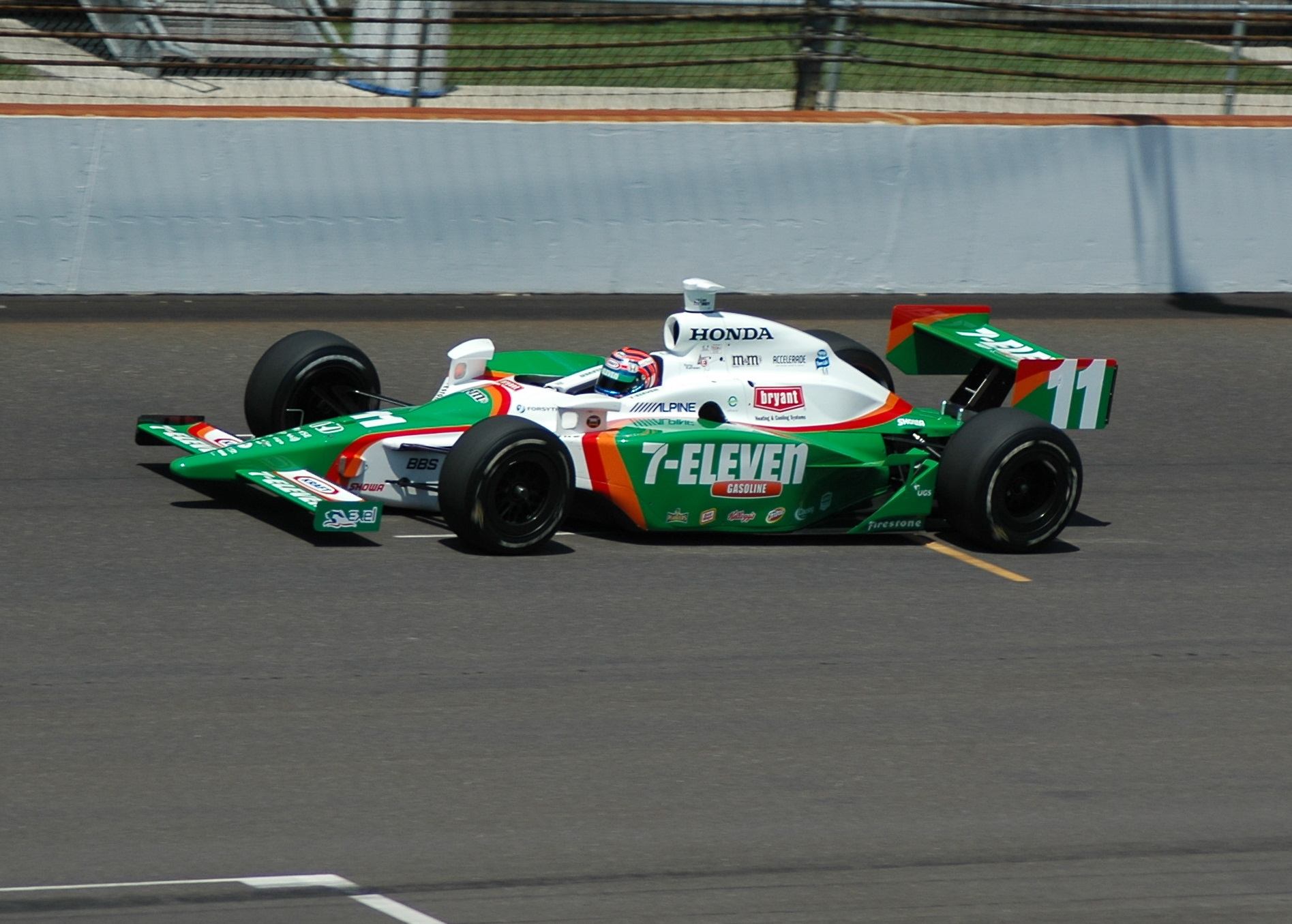
Tony Kanaan na temporada 2007 em Indianápolis.

A temporada de 2006 foi dominada pelas equipes Penske Racing e Chip Ganassi Racing. Com uma vitória em Milwaukee e dois terceiros lugares como melhores resultados, foi o piloto da Andretti Green melhor colocado no agregado dos resultados em quinto lugar. Em 2007 foi o maior vencedor, com cinco corridas (Twin Ring Motegi, no Japão, Milwaukee Mile, Michigan International Speedway, Kentucky Speedway e Detroit), terminando em terceiro lugar no agregado dos resultados.
O brasileiro novamente foi o terceiro lugar em 2008, depois de atingir uma única vitória na Richmond International Raceway, um segundo lugar e outros cinco. Incapaz de fazer a sombra da Penske e Ganassi, Kanaan acirrou a disputa em 2009 com o final quinto lugar com seus companheiros de equipe Andretti Green - Danica Patrick e Marco Andretti - além do piloto de Newman/Haas/Lanigan Racing Graham Rahal. Finalmente, com três colocações de terceiros, um quarto e um quinto, foi o sexto. Na temporada de 2010 da IndyCar Series, conseguiu uma vitória na Iowa Speedway, bem como um terceiro lugar em Kansas e na Homestead-Miami Speedway, em quarto lugar em duas corridas e quinto em muitas outros. Isso lhe permitiu terminar a temporada em sexto lugar, o melhor piloto fora dos cinco da Penske e Ganassi.
Na temporada seguinte, Kanaan tornou-se piloto da KV Racing Technology. Dias depois de assinar com a equipe, Kanaan começou a adicionar bons resultados: colheu um segundo lugar, dois terceiros, dois quartos, dois quintos e um sexto, em uma equipe que tinha sofrido vários choques no ano anterior, com seus três pilotos.
Em 2012, seu amigo Rubens Barrichello, vindo da Fórmula 1, foi contratado pela KV Racing para formar com ele a dupla de pilotos da equipe para a temporada daquele ano. Seu segundo ano na equipe de Kalkhoven e Vasser foi inferior ao anterior. Ele obteve um segundo lugar, dois terceiros (um nas 500 Milhas de Indianápolis de 2012), dois quartos lugares e dois sextos.
O brasileiro manteve-se na equipe KV em 2013. Em sua 12ª aparição nas 500 Milhas de Indianápolis de 2013. Em 2013, Kanaan assinou com a equipe KV Racing. Em Indianápolis, largando da quarta fila, teve um bom controle nas últimas voltas da prova e graças a uma estratégia de pit stop, a ultrapassagem no líder da prova, Ryan Hunter-Reay e a entrada do safety-car por uma batida do piloto Dario Franchitti, conseguiu vencer pela primeira vez a prova das 500 Milhas de Indianápolis. Nesta mesma temporada, Tony também conquistou a marca de 212 largadas seguidas, quebrando o recorde de seu chefe de equipe Jimmy Vasser. Também foi eleito o piloto mais popular de 2013.
Para a temporada de 2014, a Chip Ganassi Racing contratou Kanaan para substituir Franchitti, que estava se aposentando por determinação médica. Triunfou nas 500 milhas da California Speedway e teve seis pódios, sendo classificado na sétima posição na classificação final.
Em 2015, Kanaan acumulou no total dois segundos lugares, um terceiro, dois quartos e um quinto e concluindo o campeonato da IndyCar em oitavo lugar no campeonato.
Em 2016 computou um segundo lugar, um terceiro, três quartos, e um quinto nas 500 Milhas de Indianápolis.
Tony Kanaan estreou nas 24 horas de Le Mans nas 24 Horas de Le Mans de 2017, substituindo o lesionado Sébastien Bourdais no carro #68 Ford Chip Ganassi Team EUA Ford GT.
Em 2017, Kanaan alcançou um segundo lugar e sete chegadas entre os dez primeiros lugares para terminar em décimo no campeonato da IndyCar Series.
Em 2018, o piloto passou a correr para a A. J. Foyt Racing na IndyCar Series e correu as 24 Horas de Le Mans de 2018 pela Ford Chip Ganassi Team UK.

## Estilo de vida
Tony Kanaan é praticante assíduo de triatlo. É considerado um dos três pilotos melhor preparados fisicamente do grid da Fórmula Indy. Aliando a necessidade de uma preparação forte para o desgaste nas pistas acima dos 350 km/h e a paixão pelo ciclismo, Kanaan começou a adicionar frequentemente as competições de triatlo em sua agenda. Já participou de vários Ironman 70,3, e completou o desafio mais incrível de sua vida fora do automobilismo, o Ironman Triathlon no Hawaii, com o tempo de 12 horas, 52 minutos e 40 segundos (um tempo respeitável para um amador em sua primeira vez nesta competição).[carece de fontes?]

## Principais resultados
- Campeão da Indy Lights em 1997
- Campeão da Fórmula Indy (IRL) em 2004
- Vice campeão da Fórmula Indy (IRL) em 2005
- 500 Milhas da Granja Viana (1998, 2000, 2001, 2002, 2004, 2005, 2007 e 2008)
- Vencedor das 500 Milhas de Indianápolis de 2013
- Maior n° de Largadas consecutivas - 212 - contra Jimmy Vasser (211).

### Números da CART
| Ano  | Poles | Vitórias     | Posição Final | Equipe                                          |
| ---- | ----- | ------------ | ------------- | ----------------------------------------------- |
| 1998 |       |              |               | Tasman (Lola-Honda-Firestone) # 21              |
| 1999 |       | 1 (Michigan) |               | Forsythe-Tasman (Reynard-Honda-Firestone) # 44  |
| 2000 |       |              |               | MoNunn Racing (Reynard-Mercedes-Firestone) # 55 |
| 2001 |       |              |               | MoNunn Racing (Reynard-Honda-Firestone) # 55    |
| 2002 |       |              |               | MoNunn Racing (Lola-Honda-Bridgestone) # 10     |

### Números da INDYCAR(até 2008)
| Ano  | Poles | Vitórias                                           | Posição Final | Equipe                                        |
| ---- | ----- | -------------------------------------------------- | ------------- | --------------------------------------------- |
| 2003 |       | 1 (Phoenix)                                        | 4° colocado   | Andretti-Green (Dallara-Honda-Firestone) # 11 |
| 2004 |       | 3 (Phoenix, Texas e Nashville)                     | Campeão       | Andretti-Green (Dallara-Honda-Firestone) # 11 |
| 2005 |       | 2 (Kansas e Sonoma)                                | Vice-campeão  | Andretti-Green (Dallara-Honda-Firestone) # 11 |
| 2006 |       | 1 (Milwaukee)                                      | 6° colocado   | Andretti-Green (Dallara-Honda-Firestone) # 11 |
| 2007 |       | 5 (Japão, Milwaukee, Michigan, Kentucky e Detroit) | 3° colocado   | Andretti-Green (Dallara-Honda-Firestone) # 11 |
| 2008 |       | 1 (Richmond)                                       | 3° colocado   | Andretti-Green (Dallara-Honda-Firestone) # 11 |

### 500 Milhas de Indianápolis
| Ano  | Chassi  | Motor     | Largada | Resultado | Equipe                |
| ---- | ------- | --------- | ------- | --------- | --------------------- |
| 2002 | G-Force | Chevrolet | 5       | 28        | Mo Nunn Racing        |
| 2003 | Dallara | Honda     | 2       | 3         | Andretti Green Racing |
| 2004 | Dallara | Honda     | 5       | 2         | Andretti Green Racing |
| 2005 | Dallara | Honda     | 1       | 8         | Andretti Green Racing |
| 2006 | Dallara | Honda     | 5       | 5         | Andretti Green Racing |
| 2007 | Dallara | Honda     | 2       | 12        | Andretti Green Racing |
| 2008 | Dallara | Honda     | 6       | 29        | Andretti Green Racing |
| 2009 | Dallara | Honda     | 6       | 27        | Andretti Green Racing |
| 2010 | Dallara | Honda     | 33*     | 11        | Andretti Autosport    |
| 2011 | Dallara | Honda     | 22      | 4         | KV Racing Technology  |
| 2012 | Dallara | Chevrolet | 8       | 3         | KV Racing Technology  |
| 2013 | Dallara | Chevrolet | 12      | 1         | KV Racing Technology  |
| 2014 | Dallara | Chevrolet | 16      | 26        | Chip Ganassi Racing   |
| 2015 | Dallara | Chevrolet | 4       | 26        | Chip Ganassi Racing   |
| 2016 | Dallara | Chevrolet | 18      | 4         | Chip Ganassi Racing   |
| 2017 | Dallara | Honda     | 7       | 5         | Chip Ganassi Racing   |

### 24 Horas de Daytona
| Ano  | Equipe                                 | Co-pilotos                                                          | Carro               | Classe | Voltas | Pos. | Class Pos. |
| ---- | -------------------------------------- | ------------------------------------------------------------------- | ------------------- | ------ | ------ | ---- | ---------- |
| 1998 | Tom Gloy Racing                        | Mike Borkowski Robbie Buhl                                          | Ford Mustang Cobra  | GT1    | 624    | 11º  | 3º         |
| 2013 | Dener Motorsport                       | Rubens Barrichello Nonô Figueiredo Felipe Giaffone Ricardo Maurício | Porsche 911 GT3 Cup | GT     | 352    | 46º  | 28º        |
| 2014 | Chip Ganassi Racing with Felix Sabates | Scott Dixon Kyle Larson Marino Franchitti                           | Riley Mk. XXVI-Ford | P      | 667    | 15º  | 8º         |
| 2015 | Chip Ganassi Racing with Felix Sabates | Scott Dixon Kyle Larson Jamie McMurray                              | Riley Mk. XXVI-Ford | P      | 740    | 1º   | 1º         |
| 2016 | Chip Ganassi Racing with Felix Sabates | Scott Dixon Kyle Larson Jamie McMurray                              | Riley Mk. XXVI-Ford | P      | 708    | 13º  | 7º         |
| 2017 | Ford Chip Ganassi Racing               | Harry Tincknell Andy Priaulx                                        | Ford GT             | GTLM   | 652    | 9º   | 5º         |

### 24 Horas de Le Mans
| Ano                         | Time/Equipe                | Co-Pilotos                   | Carro   | Classe  | Voltas | Geral | Posição na Classe |
| --------------------------- | -------------------------- | ---------------------------- | ------- | ------- | ------ | ----- | ----------------- |
| 24 Horas de Le Mans de 2017 | Ford Chip Ganassi Team USA | Joey Hand Dirk Müller        | Ford GT | GTE Pro | 339    | 22º   | 6º                |
| 24 Horas de Le Mans de 2018 | Ford Chip Ganassi Team UK  | Harry Tincknell Andy Priaulx | Ford GT | GTE Pro | 332    | 36º   | 12º               |